# Alexander (filme)
Alexander (bra: Alexandre; prt: Alexandre, o Grande) é um filme épico de 2004, do gênero drama histórico-bélico-biográfico, dirigido por Oliver Stone, com roteiro dele, Christopher Kyle e Laeta Kalogridis.

## Sinopse
A história é contada por Ptolomeu ao seu escriba Cadmo. O filme retrata as grandes vitórias dos exércitos de Alexandre, e como elas foram aos poucos sendo esquecidas.

## Elenco
| Ator/Atriz                | Papel               |
| ------------------------- | ------------------- |
| Colin Farrell             | Alexandre           |
| Angelina Jolie            | Rainha Olímpia      |
| Val Kilmer                | Rei Filipe II       |
| Jessie Kam                | Alexandre - criança |
| Connor Paolo              | Alexandre - jovem   |
| Jared Leto                | Heféstion           |
| Patrick Carroll           | Hefestion - jovem   |
| Elliot Cowan              | Ptolomeu            |
| Robert Earley             | Ptolomeu - jovem    |
| Anthony Hopkins           | Ptolomeu - velho    |
| Christopher Plummer       | Aristóteles         |
| Rosario Dawson            | Roxana              |
| Féodor Atkine             | Pai de Roxana       |
| Joseph Morgan             | Filotas             |
| Ian Beattie               | Antígono            |
| Jonathan Rhys Meyers      | Cassandro           |
| Morgan Christopher Ferris | Cassandro - jovem   |
| Denis Conway              | Niarco              |
| Peter Williamson          | Niarco - jovem      |
| Neil Jackson              | Pérdicas            |
| Aleczander Gordon         | Perdicas - jovem    |
| Garrett Lombard           | Leonato             |
| Chris Aberdein            | Poliperconte        |
| Rory McCann               | Crátero             |
| Gary Stretch              | Cleito              |
| John Kavanagh             | Parménio            |
| Nick Dunning              | Átalo               |
| Marie Meyer               | Eurídice            |
| Fiona O'Shaughnessy       | enfermeira          |
| David Bedella             | escriba             |

## Recepção
Alexander arrecadou US$ 167 298 192 em todo o mundo, sendo 13,4 milhões só na semana de estreia. A maior parte da crítica acadêmica estava preocupada com a veracidade.
O filme recebeu críticas em sua maioria negativas de críticos de cinema, com o Rotten Tomatoes dando-lhe uma classificação de 16% com base em 194 opiniões. O consenso afirma: "Mesmo com quase três horas de duração, esta cinebiografia pesada, tagarela e emocionalmente distante deixa de iluminar a vida de Alexandre."
Um grupo de 25 advogados gregos inicialmente ameaçou mover uma ação judicial contra Stone e os estúdios da Warner Bros., por imprecisão histórica. "Nós não estamos dizendo que somos contra os gays", disse Yannis Varnakos, "mas estamos dizendo que a empresa de produção deve deixar claro para o público que este filme é pura ficção, e não uma verdadeira representação da vida de Alexandre". Depois de uma sessão prévia do filme, os advogados anunciaram que prosseguiriam com tal curso de ação.
O filme não foi bem recebido pela crítica e também teve um aspecto negativo para o público. O protagonista Colin Farrell declarou que o filme arruinou sua carreira. O ator chegou a dispensar o tapa-sexo em uma cena de nudez, porém na versão final do filme apareceu somente de costas.

## Principais prêmios e indicações
Framboesa de Ouro
- Recebeu seis indicações de pior filme, pior diretor, pior ator (Colin Farrell), pior atriz (Angelina Jolie), pior ator coadjuvante (Val Kilmer) e pior roteiro.[12]